# Вильм, Артур Карлович
Артур Карлович Вильм (1867, Санкт-Петербург — 1934, Иокогама) — генеральный консул Российской империи в Иокогаме.

## Биография
Родился 16 (28) декабря 1867 года в Санкт-Петербурге в семье купца Карла Вильма и его супруги Луизы (урождённая Бартелинк). Среднее образование получил в 8-й Санкт-Петербургской гимназии, курс которой окончил в 1885 году.
Поступил на китайско-маньчжуро-монгольский разряд факультета восточных языков Санкт-Петербургского университета, окончив который по первому разряду в 1889 году, в октябре 1890 года поступил на службу в Азиатский департамент Министерства иностранных дел.
В январе 1891 года он был назначен сверхштатным помощником библиотекаря Санкт-Петербургского университета. Принимал участие в работах по перенесению библиотеки в новое помещение, а в октябре того же года оставил службу в библиотеке в связи с назначением студентом при Российской миссии в Токио. В марте 1895 года он получил чин титулярного советника; в 1897 году произведён в коллежские асессоры и назначен драгоманом миссии.
Был отозван из Японии 30 января 1904 года, в связи с прекращением дипломатических сношений между Россией и Японией. Был командирован в распоряжение командующего Первой Маньчжурской армией для ведения дипломатической переписки. В апреле 1905 года произведён в коллежские советники; в декабре 1909 года — в статские советники.
Был назначен с 25 января 1911 года исполняющим дела консула в Иокогаме, 22 декабря 1912 года утвержден в должности с представлением личного звания «Генерального консула в Иокогаме».
Скончался в Йокогаме 29 октября 1934 года.